# UK Poker Open
Die UK Poker Open waren ein Pokerturnier, das von 2004 bis 2008 einmal jährlich im britischen Maidstone ausgespielt wurde.

## Struktur
Das Event wurde 2004 vom Onlinepokerraum Pacific Poker und ab 2005 von 888.com gesponsert. Bei allen Austragungen wurde die Variante No Limit Hold’em gespielt. Zunächst wurden drei Halbfinals ausgespielt, bei denen sich die beiden besten Spieler jeweils für das Finale qualifizierten. Die sechs Finalisten spielten dann um den Hauptpreis, der bei den ersten beiden Austragungen 500.000 US-Dollar betrug und anschließend bei 250.000 US-Dollar lag.

## Austragungen

### 2004

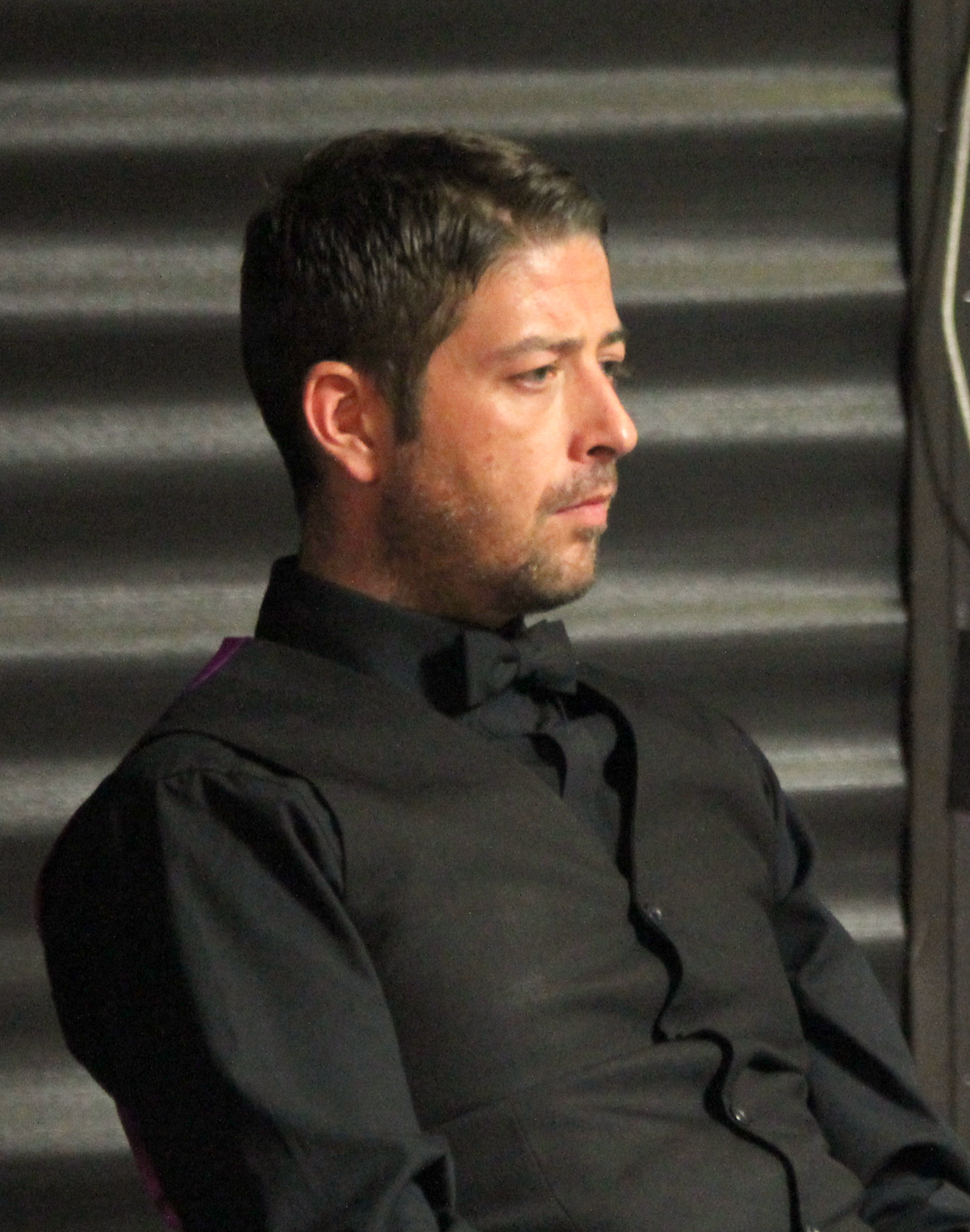
Matthew Stevens (2016)

An der ersten Austragung nahmen 108 Spieler teil. Der Snookerprofi Matthew Stevens besiegte am 7. November 2004 in der finalen Hand den Dartprofi Phil Taylor und sicherte sich den Hauptpreis von 500.000 US-Dollar.
| Platz | Herkunft               | Spieler            | Preisgeld (in $) |
| ----- | ---------------------- | ------------------ | ---------------- |
| 1     | Vereinigtes Konigreich | Matthew Stevens    | 500.000          |
| 2     | Vereinigtes Konigreich | Phil Taylor        | 150.000          |
| 3     | Russland               | Jewgeni Kafelnikow | 100.000          |
| 4     | Vereinigtes Konigreich | Sean Hogan         | 065.000          |
| 5     | Irland                 | Donnacha O’Dea     | 050.000          |
| 6     | Vereinigtes Konigreich | Graham Smith       | 042.500          |

### 2005
Die zweite Auflage im Oktober 2005 spielten 113 Teilnehmer. Die Siegprämie von 500.000 US-Dollar sicherte sich Ian Frazer.
| Platz | Herkunft               | Spieler            | Preisgeld (in $) |
| ----- | ---------------------- | ------------------ | ---------------- |
| 1     | Vereinigtes Konigreich | Ian Frazer         | 500.000          |
| 2     | Vereinigte Staaten     | Brian Wilson       | 150.000          |
| 3     | Griechenland           | Achilleas Kallakis | 100.000          |
| 4     | Vereinigtes Konigreich | Julian Gardner     | 065.000          |
| 5     | Vereinigte Staaten     | Ron Hubble         | 050.000          |
| 6     | Vereinigtes Konigreich | Barry Hearn        | 042.500          |

### 2006
Im Oktober 2006 wurde das Turnier zum dritten Mal ausgespielt, erneut nahmen 113 Spieler teil. Der Este Marek Kolk sicherte sich den Hauptpreis von 250.000 US-Dollar.
| Platz | Herkunft               | Spieler         | Preisgeld (in $) |
| ----- | ---------------------- | --------------- | ---------------- |
| 1     | Estland                | Marek Kolk      | 250.000          |
| 2     | Vereinigtes Konigreich | Theo Dalton     | 075.000          |
| 3     | Vereinigtes Konigreich | Dave Clayton    | 050.000          |
| 4     | Vereinigtes Konigreich | Roland De Wolfe | 032.500          |
| 5     | Vereinigtes Konigreich | Alan Parkinson  | 025.000          |
| 6     | Vereinigtes Konigreich | Simon Zach      | 022.000          |

### 2007
Die vierte Austragung mit 113 Teilnehmern fand im Oktober 2007 statt. Das mit 250.000 US-Dollar dotierte Finale gewann der Brite Andrew Feldman.
| Platz | Herkunft               | Spieler            | Preisgeld (in $) |
| ----- | ---------------------- | ------------------ | ---------------- |
| 1     | Vereinigtes Konigreich | Andrew Feldman     | 250.000          |
| 2     | Vereinigtes Konigreich | Gideon Barnett     | 100.000          |
| 3     | Deutschland            | Christian Zetzsche | 060.000          |
| 4     | Vereinigtes Konigreich | Richard Ashby      | 040.000          |
| 5     | Vereinigtes Konigreich | Luke Patten        | 025.000          |
| 6     | Danemark               | Thomas Kvejborg    | 020.000          |

### 2008

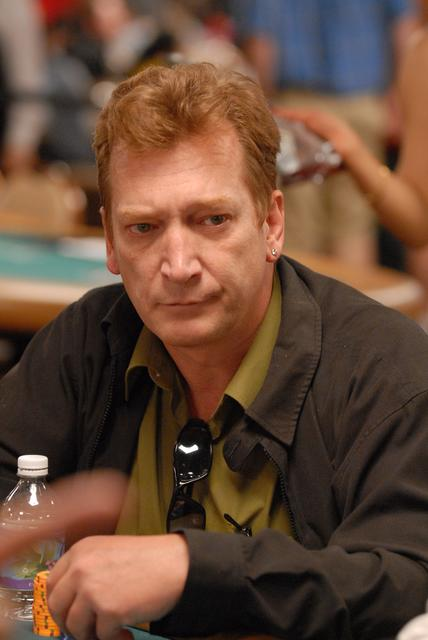
Michael Keiner (2007)

Die letzte Austragung fand im November 2008 statt und wurde von Michael Keiner gewonnen, der dafür 250.000 US-Dollar erhielt.
| Platz | Herkunft               | Spieler          | Preisgeld (in $) |
| ----- | ---------------------- | ---------------- | ---------------- |
| 1     | Deutschland            | Michael Keiner   | 250.000          |
| 2     | Vereinigtes Konigreich | Craig Young      | 100.000          |
| 3     | Vereinigtes Konigreich | Richard Wheatley | 060.000          |
| 4     | Vereinigtes Konigreich | James Akenhead   | 040.000          |
| 5     | Vereinigtes Konigreich | Paul Zimbler     | 025.000          |
| 6     | Danemark               | Mike Partridge   | 020.000          |